# Willem Leevendstraat
De Willem Leevendstraat is een straat in Amsterdam-West.

## Geschiedenis en ligging
De straat werd aangelegd door de gemeente Sloten, die het gebied tot 1921 bestuurde. Sloten gaf het op 8 maart 1910 de naam Prinses Julianastraat, vernoemd naar prinses Juliana, die ruim een jaar eerder geboren was. In 1921 annexeerde gemeente Amsterdam de gemeente Sloten en liet bij gebrek aan een eigen Prinses Julianastraat de naam staan. Dit wijzigde in 1939 toen Amsterdam een plein en park voor het Station Amsterdam Amstel het Julianaplein en Julianapark wilde noemen. Op 20 april 1939 hernoemde Amsterdam de Prinses Julianastraat in Willem Leevendstraat, een vernoeming naar de hoofdpersoon uit Historie van den Heer Willem Leevend van Betje Wolff en Aagje Deken. Op die datum werden meerdere straten in de buurt een naam gegeven naar personages uit boeken; zo sluit de Willem Leevendstraat aan op de Sara Burgerhartstraat.
De straat begint aan de Admiraal de Ruijterweg en eindigt nog geen 100 meter verder op de T-kruising met die Sara Burgerhartstraat.

## Gebouwen
Oneven huisnummers lopen op van 1 tot en met 7; even huisnummers van 6 tot en met 30. De bebouwing begon op een enkel gebouw na in de jaren twintig van de 20e eeuw. Daarbij werd een aantal architecten van naam ingeschakeld:
- Co Franswa ontwierp het huizenblok 6 tot en met 16 in de stijl van de Amsterdamse School
- Justus Hendrik Scheerboom ontwierp het blok 18 tot en met 30 dat een geheel vormt met Sara Burgerhartstraat 80-82; het dateert uit 1957
- Arend Jan Westerman ontwierp het huizenblok Willem Leevendstraat 1-5 doorlopend in Admiraal de Ruijterweg 519 tot en met 535
- het schoolgebouw op nummer 7; plannen voor een school voor deze buurt waren er al in 1915; het zou tot 1924 voordat de school haar deuren opende.[1], in de jaren 80 omgebouwd tot moskee

Het oudste gebouw is echter het post- en telegraafkantoor op de hoek van de Admiraal de Ruijterweg; het dateert uit 1915, de Slotense periode dus en gemeentelijk monument van Amsterdam.

## Kunst
In de straat is geen kunst in de openbare ruimte te vinden; wel staan op het moskeeterrein richting Sara Burgerhartstraat twee social sofa’s.

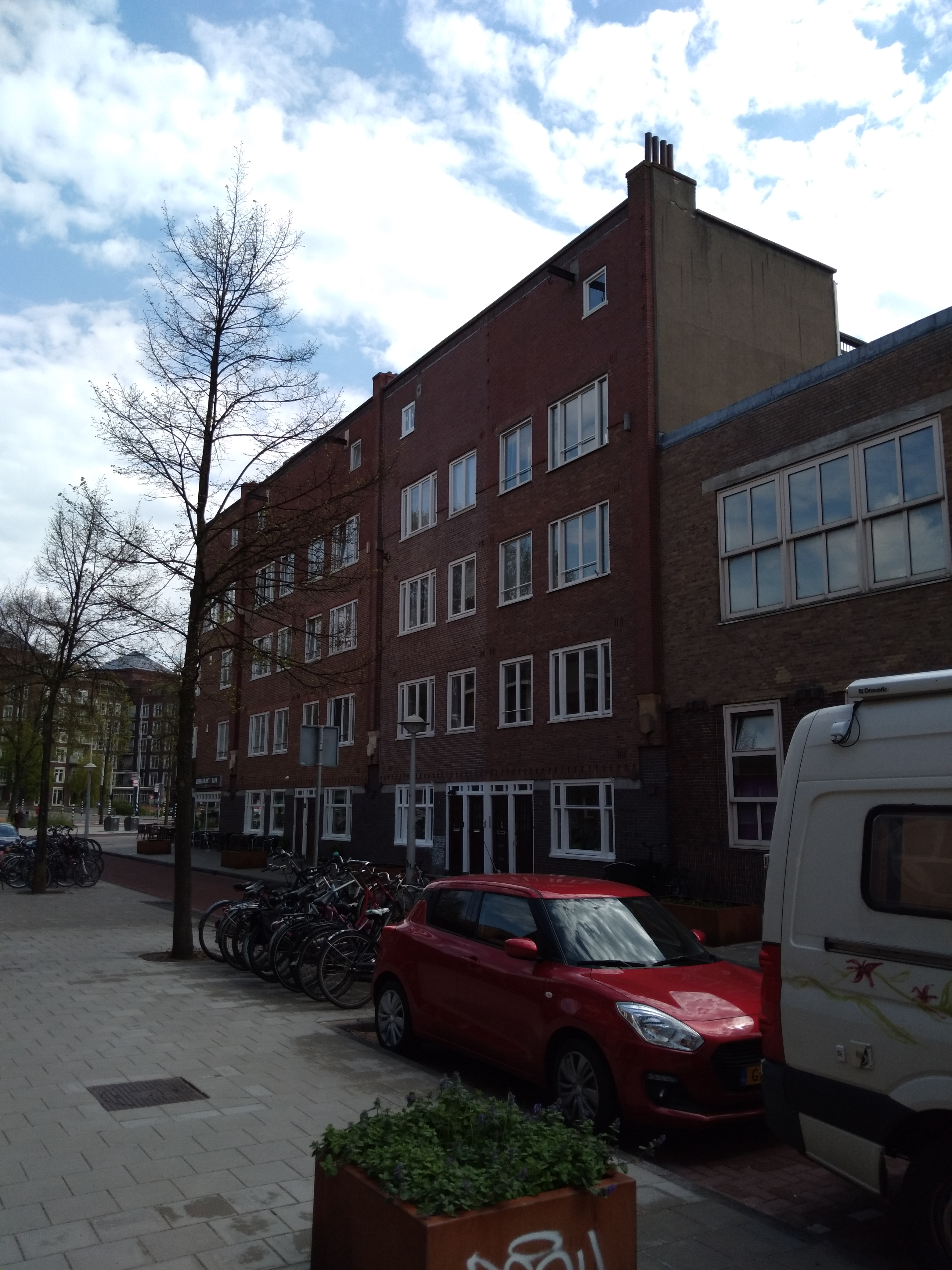
Willem Leevendstraat 1-5 (mei 2021)

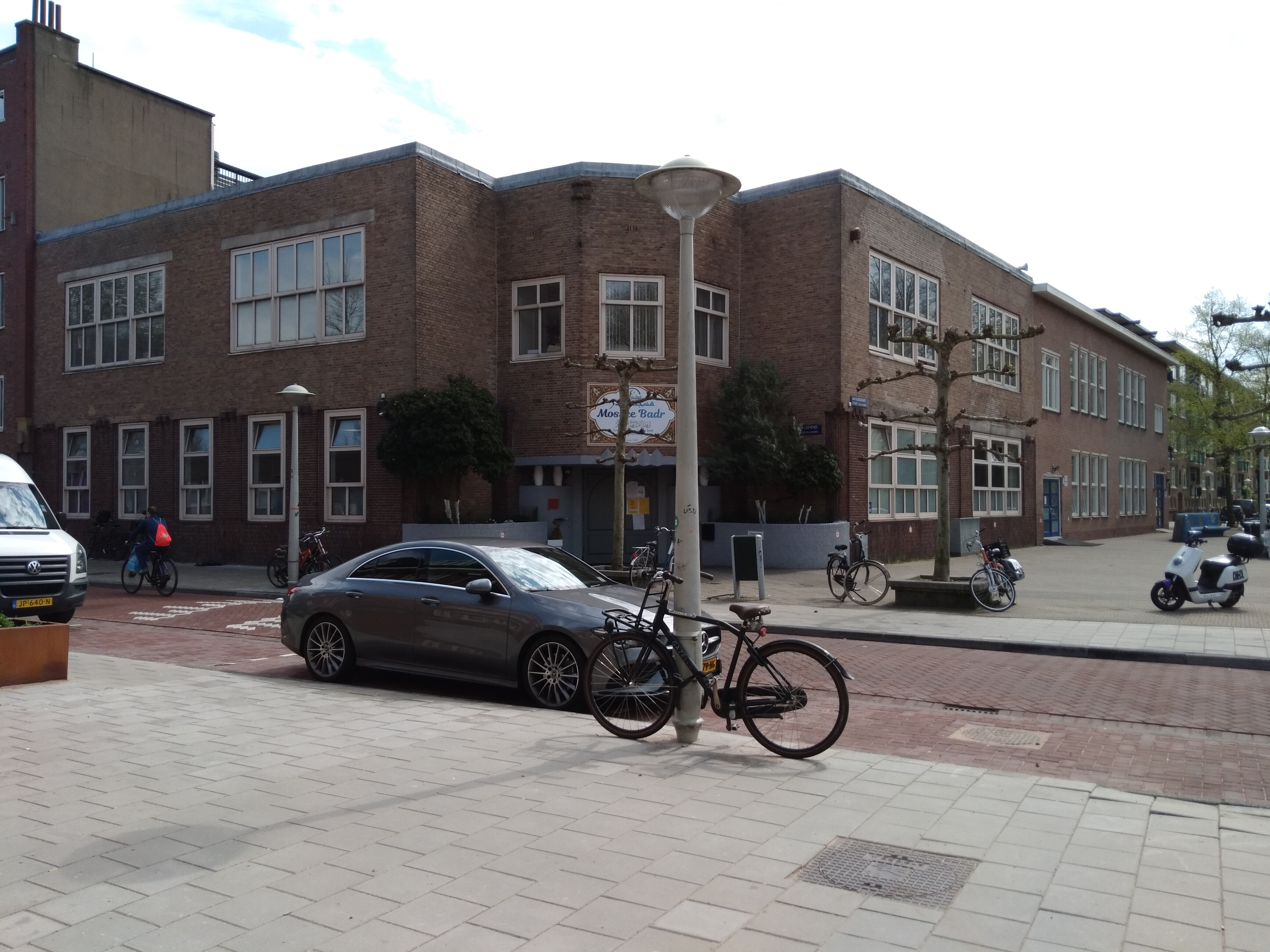
Willem Leevendstraat 7 (mei 2021)